# 100Kai no Kiss
Singles de Aya Matsuura
Love Namida Iro
(2001) Momoiro Kataomoi
(2002)
100Kai no Kiss (100回のKISS) est le 4e single de Aya Matsuura, sorti le 28 novembre 2001 au Japon sous le label Zetima, dans le cadre du Hello! Project. 

## Présentation
Le single est écrit et produit par Tsunku. Il atteint la 2e place du classement de l'Oricon. Il se vend à 64 370 exemplaires la première semaine, et reste classé pendant 7 semaines, pour un total de 102 820 exemplaires vendus.
La chanson-titre du single figurera sur son premier album First Kiss de 2002, puis sur la compilation Aya Matsuura Best 1 de 2005. La chanson en face B, Merry Xmas For You, figure dans une version différente sur la compilation d'artistes du Hello! Project Petit Best 2 ~3, 7, 10~ qui sort le mois suivant.

## Liste des titres
Toutes les chansons sont écrites et composées par Tsunku.
| 1. | 100Kai no Kiss (100回のKISS)             | Takao Konishi    | 4:38 |
| 2. | Merry Xmas For You (MERRY X'MAS FOR YOU) | Yuichi Takahashi | 3:58 |
| 3. | 100Kai no Kiss (Instrumental)            | Takao Konishi    | 4:35 |

## Interprétations à la télévision
- Utaban (2001.11.29)
- Music Station (2001.11.30)